# Scania
Scania AB er en svensk fabrikant af lastbiler og busser.
Ordet Scania stammer fra latin og betyder Skåne.

## Historie
Virksomheden blev grundlagt i 1900 i Malmø, Skåne, Sverige under navnet Maskinfabriksaktiebolaget Scania. Den 1. januar 1911 fusionerede selskabet med personbil- og lastbilfabrikken Vabis i Södertälje, som også producerer jernbanevogne. Det nydannede selskab fik navnet Vagnfabriks-Aktiebolaget i Södertälje (VABIS) (Dansk: Vognfabriks aktieselskab i Södertälje), hvor Scanias hovedkontor ligger i dag.
Scania-koncernen blev med tiden udviklet til verdens ledende lastbilproducent. Scania etablerede sig bl.a. i Sydamerika hvor de har haft produktion siden 1950'erne.
I 1969 fusionerede Scania med Saab og hermed blev industrikoncernen Saab-Scania skabt. I 1990'erne købes Saabs personbilsdivision af GM, og dette var begyndelsen til splittelsen af Saab-Scanias forskellige industrigrene. Scania blev igen et selvstændigt selskab. I år 2000 købte Volkswagen AG 34 procent af stemmerne og 17,7 procent af kapitalen i Scania. I foråret 2008 overtog Volkswagen hele Investors og desuden Wallenberg-familiefondens ejerandel, og havde dermed aktiemajoriteten i Scania.
Firmaets symbol har altid været Skånegriffen. Som en del i Saab-Scania var Skånegriffen hele koncernens symbol, hvilket forklarer at bilfabrikanten Saab i dag stadigvæk har Skånegriffen i sit mærke, på trods af at man savner en forbindelse til Skåne.
Selskabet blev afnoteret på børsen i Stockholm 5. juni 2014, da Volkswagen havde opkøbt firmaet.
Leif Östling var koncernchef fra 1994-2012, og blev derefter ansvarlig chef i VW-koncernens datterselskab for store køretøjer, fra juni 2018 kaldet Traton Group, som Scania blev en del af.

## Industriområde
Virksomheden producerer lastbiler over 16 tons samt busser, marine- og industrimotorer. Desuden tilbydes servicetjenester og reservedele for disse områder. I 2005 stod lastbilerne for 58 procent af salget[kilde mangler]. Dette år solgtes knapt 52.000 lastbiler[kilde mangler] og næsten 6.000 busser[kilde mangler]. De største markeder ud fra omsætning var Storbritannien, Brasilien, Sverige og Tyskland. Markedsandelen for lastbiler over 16 tons var 13 procent i Vesteuropa og 26 procent i Brasilien. Busserne havde 10 procent markedsandel i Vesteuropa.

## Geografisk spredning
Hovedkontoret og udvikling er samlet i Södertälje. Her og i Sao Paulo ligger de største fabrikker. Der produceres gearkasser i Sibbhult, Sverige og i Tucuman, Argentina. Aksler produceres blandt andet i Falun, og andre dele i Oskarshamn og Luleå. Der er dog i 2006 taget beslutning om at produktionen i Sibbhult og Falun overflyttes til Södertälje[kilde mangler].
I Zwolle, Holland og Angers, Frankrig er der samlefabrikker for lastbiler, mens buschassiser samles i Sankt Petersborg, Rusland, Lahti, Finland og Słupsk i Polen.

## Billeder
- Scania Vabis gamle logotype.
- Scania 111 i Kavala, Grækenland i 1982
- Scania 140 i Saudi Arabien i maj 1982
- Scania R470 Topline, 2004-
- Scania Irizar bus i Lanzarote, Spanien, januar 2007
- Scania Ayats Bravo dobbeltdækkerbus i Stockholm, 26. juli 2005
- Scania R420